# Воловик, Алексей Олегович
Алексей Олегович Воловик (27 апреля 1992 года, Тамбов, Россия) — российский футболист, защитник.

## Биография
Воспитанник тамбовского футбола. Выступал за российские любительские команды и клубы ПФЛ. В сезоне 2016/17 играл в Кубке России за «Атом» (Нововоронеж). В 2020 году переехал в Беларусь. В первое время входил в состав коллектива первой лиги «Волна» Пинск. В апреле в качестве свободного агента заключил контракт с клубом высшей лиги «Спутник» Речица. Дебютировал 3 апреля в матче против «Минска» (0:1).